# Alfredo Di Stéfano
Alfredo Stéfano Di Stéfano Laulhé (ur. 4 lipca 1926 w Buenos Aires, zm. 7 lipca 2014 w Madrycie) – hiszpański piłkarz oraz trener piłkarski argentyńskiego pochodzenia, występujący na pozycji środkowego napastnika.
Przez wielu uważany za jednego z najlepszych piłkarzy w historii piłki nożnej. Dwukrotny zdobywca Złotej Piłki (1957, 1959). Razem z Francisco Gento i José María Zárraga są jedynymi, którzy zagrali we wszystkich pięciu pierwszych finałach Pucharu Mistrzów wygranych przez Real Madryt – w każdym z finałowych spotkań Di Stéfano strzelił gola. W listopadzie 2003 roku został wybrany najlepszym hiszpańskim piłkarzem w ramach Jubileuszu UEFA. W rankingu France Football na najlepszego piłkarza dwudziestego wieku zajął czwarte miejsce za Pelem, Diego Maradoną i Johanem Cruyffem. W 2004 roku został umieszczony przez Pelego na liście FIFA 100.
Od listopada 2000 aż do śmierci pełnił rolę honorowego prezesa Realu Madryt.

## Życiorys
Alfredo Di Stéfano urodził się 4 lipca 1926 w Buenos Aires w rodzinie, o włoskich, francuskich i irlandzkich korzeniach.
Jego ojciec Alfredo Di Stéfano senior był emerytowanym piłkarzem, którego karierę przerwała kontuzja. To właśnie ojciec był pierwszą osobą, która wprowadziła syna w tajniki futbolu. W wieku siedmiu lat zapisał się do miejscowej drużyny Unidos Venceremos. W 1940 roku zrezygnował z nauki i przeniósł się z rodziną na wieś, gdzie pomagał ojcu w pracy. Nie porzucił przy tym sportu, swoją karierę kontynuował w drużynie Los Cardeles. W wieku siedemnastu lat zawodnik podpisał swój pierwszy profesjonalny kontrakt z River Plate, na co wpływ miała jego matka, która załatwiła mu testy u trenera drużyny.

## Kariera klubowa

### Argentyna
Pierwsze lata spędził w drużynach młodzieżowych River Plate. Sytuacja zawodnika uległa zmianie wraz z odejściem z zespołu napastnika Jose Manuela Moreno. Naturalnym kandydatem do zajęcia jego miejsca był młody Di Stéfano, którego debiut w profesjonalnym futbolu przypadł na 15 czerwca 1945 w przegranym spotkaniu przeciwko Huracánowi (1-2). Trenerem Los Millonarios był wówczas Carlos Peucelle, który wziął w opiekę młodego zawodnika. Debiut napastnika był również jego jednym spotkaniem w sezonie. River Plate zakończyło sezon na pierwszy miejscu w ligowej tabeli zdobywając tytuł mistrza Argentyny.

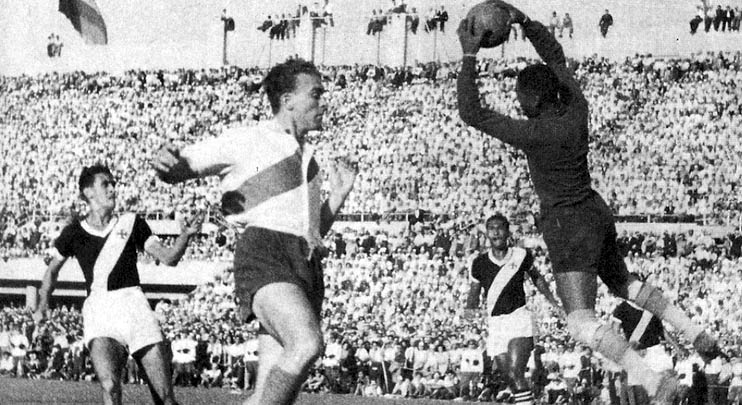
Alfredo Di Stefano w barwach River Plate, 1948 rok

Kolejny sezon Di Stéfano spędził na wypożyczeniu w Huracán, gdzie stworzył atak z Norberto Méndezem. Trener zespołu Guillermo Stábile odważnie postawił na młodego zawodnika, który w 25 spotkaniach zdobył 10 goli. Po sezonie Huracán planował zakup piłkarza, ale nie był w stanie sprostać stawianym wymaganiom finansowym.
Po powrocie do River z marszu stał się zawodnikiem pierwszego wyboru trenera Peucelle. W pierwszych spotkaniach sezony Di Stéfano był ustawiany na boku ataku, lecz po słabszych występach, został przesunięty na środek ataku, gdzie jego talent rozbłysł pełnym blaskiem. Di Stefano zdobył tytuł ligowego króla strzelców, a River Plate zdobył tytuł mistrzowski. To w trakcie tego sezonu, dziennikarz Roberto Neuberger, jako pierwszy nazwał piłkarza Blond Strzałą (Saeta Rubia), przydomkiem, który towarzyszył zawodnikowi, aż do jego końca kariery. W listopadzie 1947 roku wygrał Copa Aldao (rywalizacja między mistrzami Argentyny i Urugwaju). W pierwszym finałowym spotkaniu przeciwko Nacionalowi Montevideo zdobył gola, a River ostatecznie wygrało dwumecz (6:5, dom 3:1, wyjazd 3:4).
W trakcie trwania rozgrywek ligowych 1948 roku wybuch strajk piłkarzy – strajk, któremu przewodził Adolfo Pedernera oraz Di Stéfano – zawodnicy domagali się legalizacji związków zawodowych, ustalenia minimalnej płacy, zabezpieczeń socjalnych (ubezpieczeń i odpraw), a także wolności transferów. Osiem miesięcy protestów, nic nie zmieniło, co finalnie doprowadziło do masowej emigracji zawodników do krajów ościennych na początku 1949 roku.

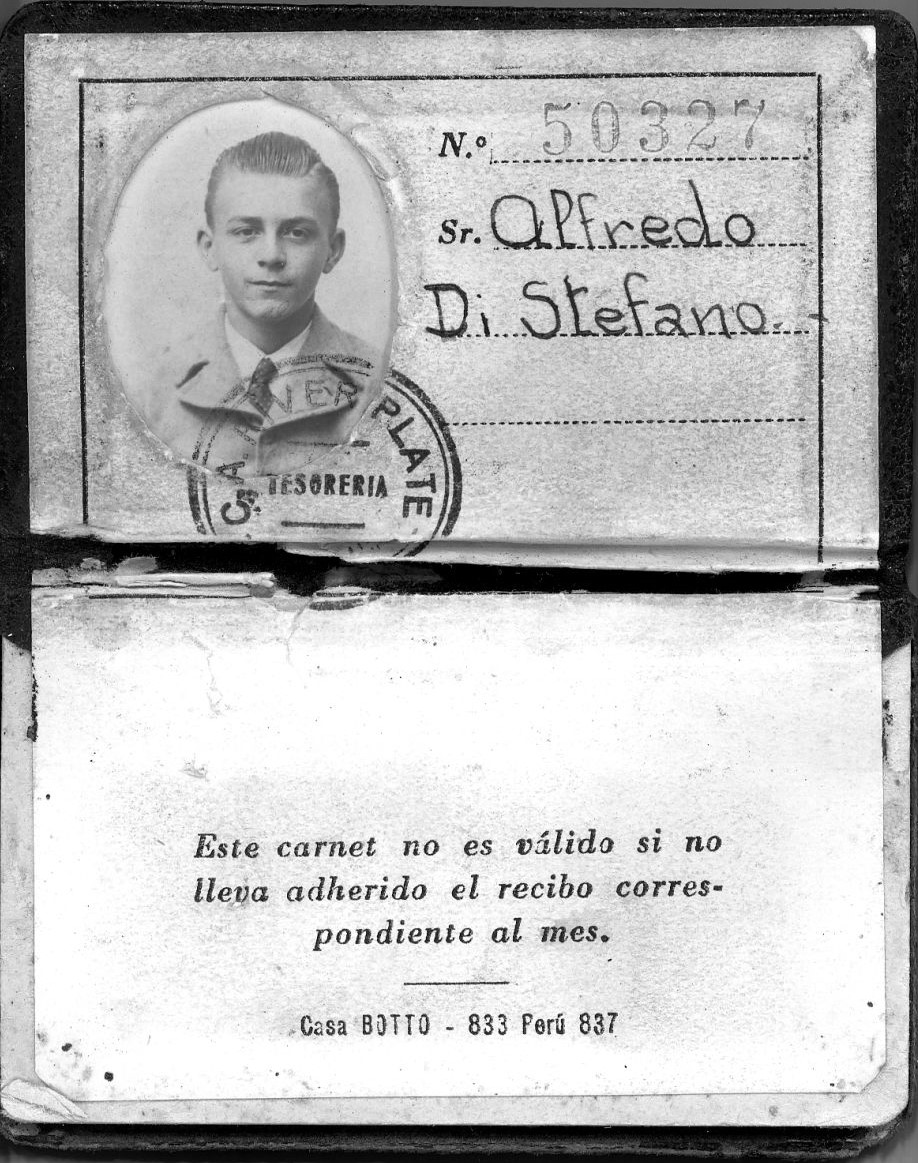
Certyfikat piłkarza z czasów juniorskich

### Kolumbia
W 1948 roku powołano do życia zawodową liga piłki nożnej w Kolumbii – Dimayor. Powojenna Kolumbia była zamożnym krajem, a wprowadzenie zawodowstwa było jednoznaczne z pojawieniem się większych pieniędzy w klubach piłkarskich.
Pierwszym zawodnikiem, który opuścił Argentynę i dołączył do Milionarios, był przywódca strajku piłkarzy – Adolfo Pedernera, a w ślad za Nim podążył Néstor Rául Rossi i właśnie Di Stéfano. W trakcie gry w lidze kolumbijskiej, Di Stéfano prezentował niezwykłą skuteczność, z sezonu na sezon powiększając liczbę zdobytych goli. W pierwszym sezonie gry Argentyńczyk zdobył 16 goli w 14 spotkaniach i wraz z drużyną zdobył mistrzostwo Kolumbii. Po dwóch latach Millonarios zdobyli swoje drugie mistrzostwo, a Di Stéfano zdobył w trakcie rekordowe 32 gole. Według relacji Di Stéfano drużyna stosowała strategię, którą nazwał „Pięć i taniec”, co oznaczało, że po zdobyciu pięciobramkowego prowadzenia drużyna przestawała już upokarzać przeciwnika dalszymi golami i ograniczała się jedynie do wymiany piłki na całym boisku.
W trakcie czterech lat gry dla Millonarios rozegrał 111 spotkań w których zdobył równe 100 goli. Zdobył trzy mistrzostwa kraju, jeden puchar kraju oraz Mały Puchar Świata.

### Transfer do Hiszpanii
W marcu 1952 roku drużyna Millonarios uczestniczyła w tournee po Europie, podczas którego wzięła udział w turnieju z okazji 50-lecia Realu Madryt. Po pokonaniu szwedzkiego IFK Norrköping (2:1), wygrali w finale z gospodarzem turnieju Realem Madryt (4:2). Di Stéfano zdobył w finałowym spotkaniu dwie bramki, czym zwrócił na siebie uwagę obserwatorów. Rządni rewanżu Madrytczycy zaproponowali Kolumbijczykom dwa spotkania rewanżowe – oba przegrali (1:2) i (0:2) w których argentyński napastnik ponownie zachwycił ich swoją grą. Królewscy rywalizowali o podpis zawodnika z FC Barcelona. Santiago Bernabéu, aby pozyskać gracza wysłał do Kolumbii skarbnika klubu Raimondo Saporte Namiasa. Prawa do piłkarza rościli sobie zarówno Millonarios, jak i River Plate. Działacze Barcelony doszli do porozumienia z Argentyńczykami, ale to Real doszedł do porozumienia z zawodnikiem. Z powodu niejasnej sytuacji praw do zawodnika, o sprawie transferu Di Stéfano zdecydowała FIFA, która przy pomocy neutralnego arbitra jakim był prezes federacji Armando Muñoz Calero – wysunęła rozwiązanie w którym pierwsze dwa lata zawodnik spędzi w Madrycie, kolejne dwa w stolicy Katalonii.

### Real Madryt
W barwach Realu Madryt zadebiutował 27 września 1953 w spotkaniu z Racingem Santander (4:2) w którym zdobył swojego premierowego gola. Królewscy byli pogrążeni w kryzysie, zespół nie zdobył mistrzostwa od dwudziestu lat. Argentyńczyk potrzebował kilku miesięcy na wdrożenie się do wymagań ligi – ostatecznie napastnik wrócił na prezentowany dawniej poziom, kończąc sezon z 27 golami w lidze. Po latach oczekiwania Los Blancos odzyskali tytuł mistrza Hiszpanii, po drodze pokonując w El Classico FC Barcelonę (5:0), przy czym walny udział miał Di Stéfano, który zdobył w tym spotkaniu hat-tricka.

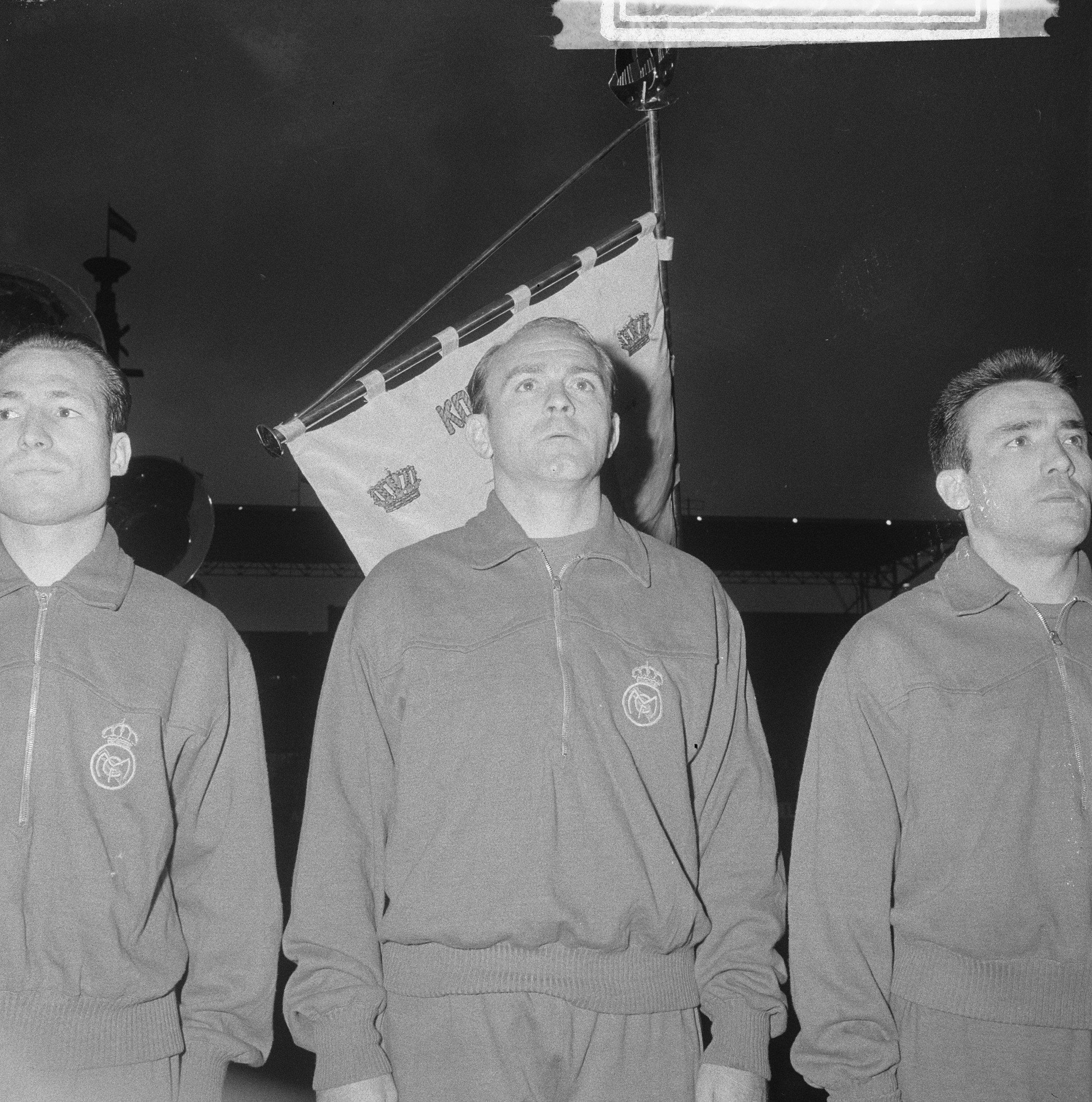
Di Stefano przed finałem Pucharu Mistrzów w 1963 roku

Przed kolejnym sezonem atak Realu wzmocnił rekomendowany przez Di Stéfano – jego rodak Hector Rial. W nowych rozgrywkach klub nie tylko obronił tytuł mistrza Hiszpanii, ale również dołożył to tego jeszcze zwycięstwo w prestiżowym Pucharze Łacińskim – gdzie pokonał portugalskie Belenenses i francuskie Stade de Reims.
Sezon 1955/56 był przełomowym dla europejskiego futbolu. Z inicjatywy dwóch francuskich dziennikarzy Gabriela Hanota i Jacques'a Ferrana powstały międzynarodowe, europejskie, klubowe rozgrywki piłkarskie, w których mieli mierzyć się krajowi mistrzowie. Inspiracją dla tych rozgrywek były Klubowe Mistrzostwa Ameryki Południowej, w których jako zawodnik River Plate wziął udział Di Stéfano. Real jako urzędujący mistrz Hiszpanii był przedstawicielem kraju w tych rozgrywkach. Po pokonaniu szwajcarskiego Servette Genewa, jugosłowiańskiego Partizana Belgrad i włoskiego Milanu awansował do finału rozgrywek, gdzie spotkał się z francuskim Stade de Reims. Finałowe spotkanie toczyło się po dyktando Francuzów, którzy prowadzili przez większą cześć spotkania – ostatecznie to madrytczycy zdobyli puchar (4:3), a Di Stéfano zdobył jedną z bramek. W grudniu 1956, Argentyńczyk zajął drugie miejsce w rankingu Złotej Piłki magazynu France Football, przegrywając trzema głosami z Anglikiem Stanleyem Matthewsem.
Latem 1956 Di Stéfano zyskał nowego kompana w ataku – Francuza Reymonda Kopę. Sezon 1956/57 był obfity w sukcesy zarówno dla klubu, jak i zawodnika. Real Madryt odzyskał po roku mistrzostwo Hiszpanii, ponadto obronił Puchar Mistrzów zwyciężając włoską Fiorentinę (2:0) oraz wygrał prestiżowy Puchar Łaciński. We wszystkich triumfach znaczny udział miała Blond Strzała, którego 31 goli w Primera División oraz 9 bramek w spotkaniach międzynarodowych płożyły podwaliny pod późniejszym sukcesem Królewskich. Forma Argentyńczyka została nagrodzona w grudniu 1957, kiedy to został nagrodzony Złotą Piłką.
W maju 1958 roku Real kolejny raz został najlepszą drużyną Europy, zwyciężając w finałowym spotkaniu włoski A.C. Milan (3:2). Jedną z finałowych bramek zdobył Di Stéfano, który z 10 bramkami na koncie został królem strzelców całych rozgrywek.

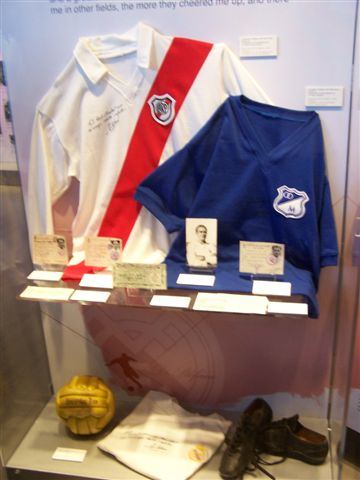
Koszulki Alfredo Di Stefano z czasów gry dla River i Millonarios

Latem 1958 do Królewskich dołączył Węgier Ferenc Puskás, co było przełomowym momentem w kariery napastnika. Pierwotnie z transferu niezadowolny był Di Stéfano, który bał się utraty swojej pozycji w wyjściowej jedenastce. Szybko jednak zmienił swoje zdanie względem Węgra, przekonując się do niego już po pierwszym treningu. Jak sam przyznał: „Jest niesamowity. Jego lewa noga potrafi zrobić z piłką znacznie więcej niż moje ręce”. Sezon 1958/59 Los Blancos zakończyli na drugim miejscu w lidze za FC Barceloną. Ponad to po raz czwarty z rzędu wygrali Puchar Mistrzów, ponownie wygrywając z francuskim Stade de Reims – jednego gola w spotkaniu zdobył Di Stefano. W grudniu 1959 magazyn France Football ponownie przyznał Argentyńczykowi nagrodę najlepszego piłkarza Europy.
Przed kolejnym zespół Królewskich wzmocnił brazylijski pomocnik Didi. Nowy zawodnik szybko skonfliktował się z Di Stéfano – obaj zawodnicy chcieli pełnić rolę lidera zespołu, co negatywnie podziałało na Argentyńczyka. Ostatecznie Brazylijczyk wrócił do Brazylii już po pół roku, a pozycja Di Stéfano pozostała niezachwiana. W maju 1960 Real Madryt zdobył swój piąty Puchar Europy pokonując w niemiecki Eintracht Frankfurt (7:3). Finałowe spotkanie było popisem duetu Di Stéfano – Puskás, którzy podzielili między sobą łup bramkowy (Argentyńczyk strzelił trzy gole, Węgier cztery). W ligowej tabeli klub musiał uznać wyższość FC Barcelony (przegrany tytuł różnicą dwóch goli), którą wcześniej dwukrotnie ograli w półfinale Pucharu Europy.
Latem 1960 odbyła się pierwsza edycja Puchar Interkontynentalnego. Turnieju w którym mierzył się ze sobą zwycięzca Pucharu Europy – Real Madryt ze zwycięzca Copa Libertadores – Peñarolem. Pierwsze spotkanie rozegrane w Montevideo zakończyło się bezbramkowym remisem, natomiast rewanż w Madrycie był popisem Królewskich, którzy wygrali mecz (5:1) – Blond Strzała miał swój udział w zwycięstwie zdobywając jednego gola. W kolejny sezonie Real zdobył mistrzostwo Hiszpanii, ale po raz pierwszy nie wygrał Pucharu Mistrzów, uznając wyższość FC Barcelony w 1/8 finału. Sezon ligowy Di Stefano zakończył jako drugi strzelec ligi z 21 bramkami, plasując się za klubowym kolegą – Ferencem Puskásem.
W sezonie 1961/62 Di Stefano zdobył swój pierwszy dublet, dokładając do mistrzostwa Hiszpanii, swój pierwszy Puchar Króla. W rozgrywkach europejskich Real, po rocznej przerwie, ponownie zagrał w finale. W emocjonującym spotkaniu, rozegranym na Stadionie Olimpijskim w Amsterdamie, Królewscy musieli uznać wyższość portugalskiej Benficii (5:3) prowadzonej przez młodego Eusebio. Warto odnotować, że był to pierwszy finał w którym Argentyńczyk nie zdobył bramki.
Rok później Los Blancos szybko pożegnali się z europejskimi pucharami odpadając z belgijskim RSC Anderlechtem już w pierwszej rundzie. Zdobyte mistrzostwo Hiszpanii dało przepustkę Królewskim do kolejnej edycji Pucharu Mistrzów, w której madrytczycy po raz siódmy awansowali do finału – tym razem mocniejszy okazał się mediolański Inter zwyciężając (3:1). Kilka godzin przed finałem, napastnik skrytykował taktykę trenera Miguel Muñoza, co wywołało jego odejście z klubu w wieku 38 lat.

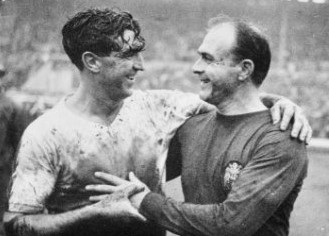
Bobby Smith i Alfredo Di Stefano w trakcie spotkania z okazji setnych urodzin angielskiej federacji

W trakcie jedenastu lat gry dla Realu Madryt rozegrał 396 spotkań w których zdobył 308 goli. Wraz z klubem osiem mistrzostw Hiszpanii, jeden Puchar Króla, pięć Pucharów Mistrzów i po jednym Pucharze interkontynentalnym, Pucharze Łacińskim i Mały Puchar Świata.

### RCD Espanyol
Po przegranym finale Pucharu Mistrzów 1964 dni skłóconego z trenerem Miguelem Muñozem piłkarza były policzone. Prezes klubu Santiago Bernabéu zaoferował Argentyńczykowi pracę w sztabie szkoleniowym klubu, zamiast przedłużenia kontraktu. Di Stéfano odrzucił tę propozycję i zdecydował się na kontynuowanie kariery w RCD Espanyolu. W trakcie dwóch sezonów gry w stolicy Katalonii, Di Stéfano wydatnie pomógł drużynie w zachowaniu ligowego bytu. Piłkarz zakończył karierę w wieku 40 lat, po rozegraniu 60 spotkań i zdobyciu 14 bramek dla Papużek.

### Epilog
W lipcu 1967 Santiago Bernabéu zorganizował spotkanie pożegnalne zawodnika, przeciwko szkockiemu Celticowi Glasgow. W swoim ostatnim spotkaniu Di Stéfano rozegrał 20 minut, po którym 130 000 kibiców pożegnało Argentyńczyka owacją na stojąco.
W maju 2006 otwarty został stadion Estadio Alfredo Di Stéfano, wchodzący w skład kompleksu sportowego Ciudad Real Madrid, znajdującego się w miasteczku treningowym Valdebebas i używany przede wszystkim przez Real Madryt Castilla. W inauguracyjnym spotkaniu Real Madryt spotkał się ze Stade de Reims, klubem przeciwko któremu zmierzył się w swoim pierwszym finale Pucharu Europy.

## Kariera reprezentacyjna
W trakcie kariery sportowej Di Stéfano grał dla trzech reprezentacji: Argentyny, Kolumbii i Hiszpanii.

### Argentyna
W reprezentacji Albicelestes zadebiutował w trakcie Copa America 1947 w spotkaniu przeciwko Boliwii (7:0) w czasie którego strzelił swojego debiutanckiego gola. Turniejowe spotkania były jedynymi jakie rozegrał dla reprezentacji Argentyny. Strajk piłkarzy oraz decyzje polityczne doprowadziły do wycofania Argentyny z eliminacji do Mistrzostw Świata 1950 oraz turniejów Copa America w 1949 i 1953. W czasie trwania eliminacji do Mistrzostw Świata 1954, FIFA wydała zakaz występów Di Stéfano w rozgrywkach międzypaństwowych jako karę za grę w nieuznawanej przez organizacje – lidze Dimayor.
Łącznie w reprezentacji Argentyny rozegrał 6 spotkań w których zdobył 6 goli.

### Kolumbia
W trakcie gry dla Millonarios Di Stéfano był członkiem Jedenastki Gwiazd Ligi Kolumbijskiej. Wszystkie z czterech rozegranych spotkań dla reprezentacji Kolumbii, nie zostały uznane przez FIFA.

### Hiszpania
W 1956 roku FIFA oficjalnie zniosła sankcje z Di Stéfano, a sam piłkarz uzyskał hiszpańskie obywatelstwo, a dzięki czemu ponownie mógł zagrać w rozgrywkach reprezentacyjnych.
W trakcie eliminacji Mistrzostw Świata 1958, Hiszpania, mimo roli faworyta odpadła w grupie eliminacyjnej ze plasując się za Szkocją i Szwajcarią. Dwa lata później w eliminacjach Mistrzostw Europy 1960 Hiszpanie mieli zmierzyć się z reprezentacją Związku Radzieckiego – ze spotkań barażowych Hiszpanie wycofali się ze względów politycznych. Dwa lata później La Furia Roja wreszcie awansowała do Mistrzostw Świata 1962 w Chile. Ze względu na kontuzję mięśniowa Di Stéfano nie zagrał w żadnym spotkaniu, a Hiszpanie zakończyli swój udział na ostatnim miejscu w grupie za Brazylia, Czechosłowacją i Meksykiem.
Łącznie w reprezentacji Hiszpanii rozegrał 31 spotkań i zdobył 23 gole.

## Kariera trenerska
W 1967 Di Stéfano rozpoczął karierę szkoleniową w hiszpańskim Elche. 

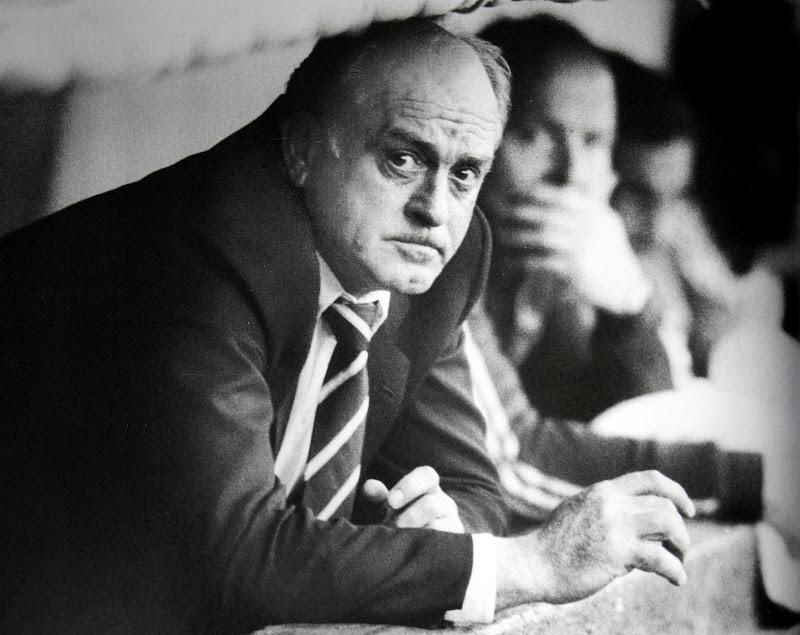
Di Stefano jako trener River Plate, 1981 rok

Kolejnym prowadzonym przez Argentyńczyka klubem było Boca Juniors. Mimo bycia legendą największego rywala – River Plate – były napastnik został szkoleniowcem Xeneizes i szybko osiągnął z nimi sukces, sięgając w ligowym sezonie zarówno po ligowy tytuł, jak i krajowy puchar. W 1970 roku Di Stéfano wrócił do Hiszpanii przejmując Valencię. W premierowym sezonie zdobył z klubem pierwsze od 24 lat mistrzostwo kraju. W 1974 zrezygnował z posady, na krótko przejmując min. Sporting CP czy Rayo Vallecano.
W sezonie 1979/80 wrócił do Valencii, z którą zdobył Puchar Zdobywców Pucharów, zwyciężając w finałowym spotkaniu londyński Arsenal (0:0, p.k 5:4).
W kolejnym sezonie Di Stéfano prowadził już macierzyste River Plate, z którym zdobył mistrzostwo Argentyny, lecz nie zagrzał tam długo miejsca, by w 1982 przejąć Real Madryt.
Pierwszy sezonie pracy w Madrycie miał pechowe rozwiązanie. Królewscy zajęli drugie miejsce w lidze, tracąc mistrzostwo w ostatniej ligowej kolejce. Klub przegrał również finał: Pucharu Zdobywców Pucharów ze szkockim Aberdeen, Pucharu Hiszpanii, Pucharu Ligi i Superpucharu Hiszpanii. Sezon później było niewiele lepiej – madrytczycy ponownie zajęli drugie miejsce w lidze, przegrywając tytuł różnicą bezpośrednich spotkań z Athleticem Bilbao. Ta sama drużyna wyeliminowała ich w półfinale Pucharu Hiszpanii. Zarówno z rozgrywek Pucharu Ligi, jak i Pucharu UEFA klub odpadł w pierwszej rundzie.
W kolejnych latach trenerskiej kariery ponownie prowadził Boca Juniors (przez kilka miesięcy w 1985), Valencię (spadek oraz ponowny awans do Primera División) i Real Madryt (od listopada 1990 do marca 1991).

## Śmierć
Piątego lipca 2014, dzień po swoich osiemdziesiątych ósmych urodzinach, doznał zawału serca. Zmarł dwa dni później w madryckim szpitalu, w wyniku komplikacji pozawałowych.
Półfinałowe spotkanie Mistrzostw Świat 2014 – Argentyna – Holandia – upamiętniła minuta ciszy ku czci zawodnika. Argentyńczycy w trakcie spotkania grali z czarnymi opaskami na ramieniu.

## Statystyki

### Klubowe
| Klub           | Sezon     | Liga  | Liga   | Puchar kraju | Puchar kraju | Kontynentalne | Kontynentalne | Suma  | Suma   |
| Klub           | Sezon     | Mecze | Bramki | Mecze        | Bramki       | Mecze         | Bramki        | Mecze | Bramki |
| -------------- | --------- | ----- | ------ | ------------ | ------------ | ------------- | ------------- | ----- | ------ |
| River Plate    | 1945      | 1     | 0      | 0            | 0            | 0             | 0             | 1     | 0      |
| Huracán (wyp.) | 1946      | 25    | 10     | 2            | 0            | 0             | 0             | 27    | 10     |
| Huracán (wyp.) | Razem     | 25    | 10     | 2            | 0            | 0             | 0             | 27    | 10     |
| River Plate    | 1947      | 30    | 27     | 0            | 0            | 2             | 1             | 32    | 28     |
| River Plate    | 1948      | 23    | 13     | 1            | 1            | 6             | 4             | 30    | 18     |
| River Plate    | 1949      | 12    | 9      | 0            | 0            | 0             | 0             | 12    | 9      |
| River Plate    | Razem     | 66    | 49     | 1            | 1            | 8             | 5             | 75    | 55     |
| Millonarios FC | 1949      | 14    | 16     | 0            | 0            | 0             | 0             | 14    | 16     |
| Millonarios FC | 1950      | 29    | 23     | 2            | 1            | 0             | 0             | 31    | 24     |
| Millonarios FC | 1951      | 34    | 32     | 4            | 4            | 0             | 0             | 38    | 36     |
| Millonarios FC | 1952      | 24    | 19     | 4            | 5            | 0             | 0             | 28    | 24     |
| Millonarios FC | Razem     | 101   | 90     | 10           | 10           | 0             | 0             | 111   | 100    |
| Real Madryt    | 1953/1954 | 28    | 27     | 0            | 0            | 0             | 0             | 28    | 27     |
| Real Madryt    | 1954/1955 | 30    | 25     | 0            | 0            | 2             | 0             | 32    | 25     |
| Real Madryt    | 1955/1956 | 30    | 24     | 0            | 0            | 7             | 5             | 37    | 29     |
| Real Madryt    | 1956/1957 | 30    | 31     | 3            | 3            | 10            | 9             | 43    | 43     |
| Real Madryt    | 1957/1958 | 30    | 19     | 7            | 7            | 7             | 10            | 44    | 36     |
| Real Madryt    | 1958/1959 | 28    | 23     | 8            | 5            | 7             | 6             | 43    | 34     |
| Real Madryt    | 1959/1960 | 23    | 12     | 5            | 3            | 6             | 8             | 34    | 23     |
| Real Madryt    | 1960/1961 | 23    | 21     | 9            | 8            | 4             | 1             | 36    | 30     |
| Real Madryt    | 1961/1962 | 23    | 11     | 8            | 4            | 10            | 7             | 41    | 22     |
| Real Madryt    | 1962/1963 | 13    | 12     | 9            | 9            | 2             | 1             | 24    | 22     |
| Real Madryt    | 1963/1964 | 24    | 11     | 1            | 1            | 9             | 5             | 34    | 17     |
| Real Madryt    | Razem     | 282   | 216    | 50           | 40           | 64            | 52            | 396   | 308    |
| Espanyol       | 1964/1965 | 24    | 7      | 3            | 2            | 0             | 0             | 27    | 9      |
| Espanyol       | 1965/1966 | 23    | 4      | 4            | 1            | 6             | 0             | 33    | 5      |
| Espanyol       | Razem     | 47    | 11     | 7            | 3            | 6             | 0             | 60    | 14     |
| Łącznie        | Łącznie   | 521   | 376    | 70           | 54           | 78            | 57            | 669   | 487    |

### Reprezentacyjne
| Argentyna |       |        |
| Rok       | Mecze | Bramki |
| 1947      | 6     | 6      |
| Razem     | 6     | 6      |

| Hiszpania |       |        |
| Rok       | Mecze | Bramki |
| 1957      | 7     | 7      |
| 1958      | 4     | 1      |
| 1959      | 5     | 6      |
| 1960      | 8     | 6      |
| 1961      | 7     | 3      |
| Razem     | 31    | 23     |

## Sukcesy

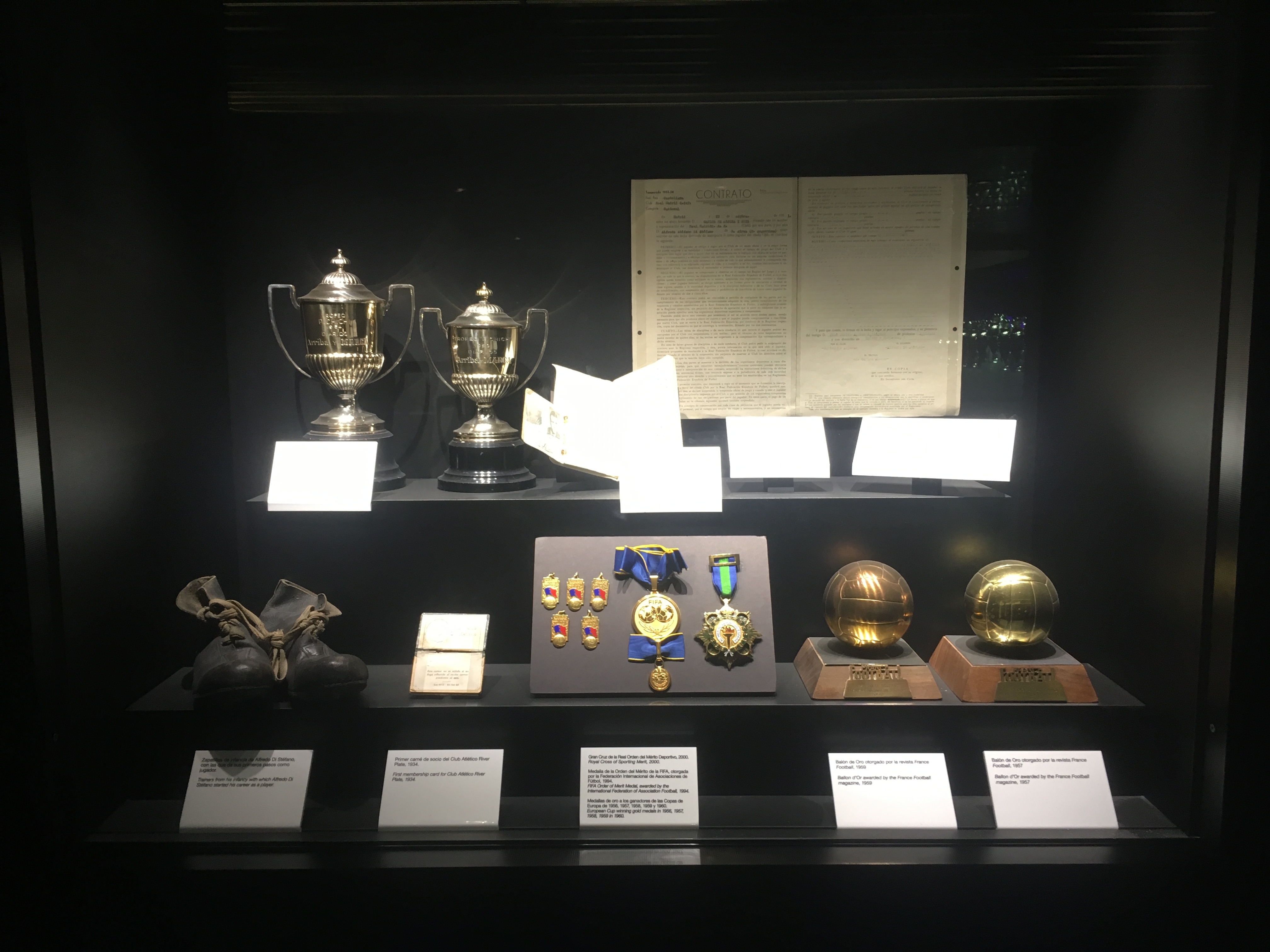
Ekspozycja trofeów piłkarza

### Zawodnik

#### Klubowe
River Plate
- Primera División: 1945, 1947
- Copa Aldao: 1947

Millonarios
- Categoría Primera A: 1949, 1951, 1952
- Copa Colombia: 1953
- Mały Puchar Świata: 1953

Real Madryt
- La Liga: 1953/1954, 1954/1955, 1956/1957, 1957/1958, 1960/1961, 1961/1962, 1962/1963, 1963/1964
- Puchar Króla: 1961/1962
- Puchar Europy: 1955/1956, 1956/1957, 1957/1958, 1958/1959, 1959/1960
- Puchar Interkontynentalny: 1960
- Mały Puchar Świata: 1956
- Puchar Łaciński: 1955, 1957

#### Reprezentacyjne
Argentyna
- Copa America: 1947

#### Indywidualne
- Złota Piłka: 1957, 1959
- Super Złota Piłka: 1989
- Trofeo Pichichi: 1954, 1956, 1957, 1958, 1959
- Order zasługi FIFA: 1994
- FIFA 100: 2004
- Hiszpański piłkarz roku: 1957, 1959, 1960, 1964
- Najlepsza jedenastka magazynu World Soccer: 1960, 1961, 1962, 1963, 1964
- Drużyna XX wieku: 1998
- Król strzelców Pucharu Europy: 1958, 1962
- Król strzelców Primera División: 1947
- Król strzelców Categoría Primera A: 1951, 1952
- Król strzelców Małego Pucharu Świata: 1956

#### Trener
Boca Juniors
- Primera División: 1969
- Copa Argentina: 1969

River Plate
- Primera División: Torneo Nacional 1981

Valencia
- Primera División: 1970/1971
- Puchar Zdobywców Pucharów: 1979/1980
- Segunda División: 1986/87

Real Madryt
- Superpuchar Hiszpanii: 1990